# Het Woord (standbeeld)
Het Woord is een bronzen standbeeld dat staat op het zuidelijkste punt van de Grote Markt in de Belgische stad Sint-Niklaas.

## Geschiedenis
Het beeld werd ontworpen voor Expo 58 door Idel Ianchelevici en heette oorspronkelijk Hommage au Génie humain (Hommage aan het menselijk Genie). Het stond aan het paviljoen van de burgerlijke bouwkunde en had de bedoeling mensen bezoekers te heten. Na de wereldtentoonstelling werd het beeld opgeslagen in een atelier, waar het de volgende dertig jaar bleef.
In 1988 kreeg het beeld een plaats op het zuidelijkste punt van de Grote Markt van Sint-Niklaas, en is gericht naar de Parklaan. Het werd herdoopt tot Le Verbe of Het Woord. Dit is een verwijzing naar de proloog van het Evangelie volgens Johannes. Sint-Niklaas werd door de beeldhouwer uitgekozen omwille van de locatie en omdat het een studentenstad was. Het vijf meter hoge beeld werd in opdracht van de vzw Kunst in de Stad in Milaan in brons gegoten. De drie delen werden ineen gezet en dan naar Sint-Niklaas gebracht. Het staat op vraag van de Ianchelevici op een sokkel van eveneens vijf meter. Het beeld weegt twee ton.
In 2014 werd de sokkel van het beeld besmeurd.